# Tourtour
Tourtour är en kommun i departementet Var i regionen Provence-Alpes-Côte d'Azur i sydöstra Frankrike. Kommunen ligger i kantonen Salernes som tillhör arrondissementet Draguignan. År 2022 hade Tourtour 583 invånare.

## Befolkningsutveckling
Antalet invånare i kommunen Tourtour
| Referens: INSEE |